# Ganso-patola

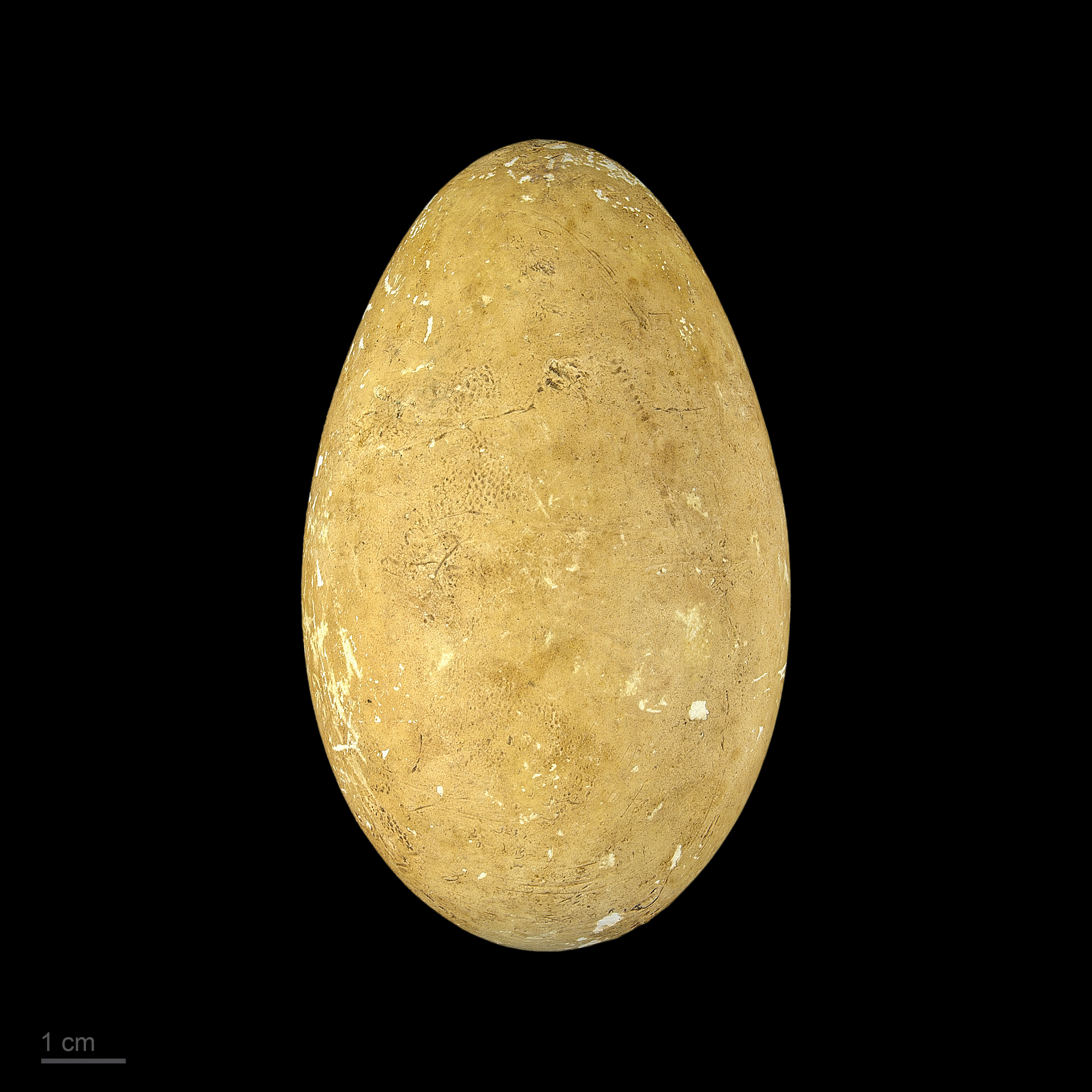
Morus bassanus - MHNT

O ganso-patola (Morus bassanus, anteriormente Sula bassana), também conhecido como atobá-boreal, ganso-patola-do-atlântico ou alcatraz-do-norte é uma grande ave marinha da família Sulidae dos suliformes (antes pelecaniformes). É palmípede e possui seus quatro dedos unidos por uma membrana interdigital.
As aves jovens são de coloração marrom escura em seu primeiro ano, e gradualmente começam a tornar-se mais claros nas estações subsequentes, até atingirem a maturidade em cinco anos.
Os adultos medem 87–100 cm de comprimento e 165–180 cm de envergadura. Sua plumagem é branca com asas de pontas negras. O bico é azul claro. Os olhos são azuis claros, circundados por pele negra nua. Na época de reprodução, a cabeça e o pescoço ficam matizados de um tom delicado de amarelo.
A sua área de nidificação é o Atlântico Norte. Normalmente, eles nidificam em grandes colônias, em penhascos sobre o oceano ou em ilhotas rochosas. A maior colônia desta ave, com mais de 60 mil animais, foi descoberta na ilha Bonaventure, em Quebec, mas 68% da população mundial se reproduz ao redor das costas da Grã-Bretanha, com a maior colônia em Boreray, St. Kilda.
Os casais de gansos podem permanecer juntos por muitas estações. Eles realizam rituais elaborados de saudação nos ninhos, esticando bicos e pescoços para o céu e batendo gentilmente os bicos em conjunto.
Elas são aves migratórias e no outono viajam para o sul do Atlântico, época em que podem ser vistas em Portugal.
Estas aves realizam mergulhos espetaculares em alta velocidade no oceano, de até 40 metros de profundidade. Eles comem principalmente pequenos peixes que se agrupam em cardumes perto da superfície. Embora sejam voadores poderosos e ágeis, são desajeitados em decolagens e aterrisagens.
Embora as populações do ganso-patola por ora sejam estáveis, o seu número foi bastante reduzido devido à perda do seu habitat, remoção de ovos e matança de adultos.

## Galeria de fotos

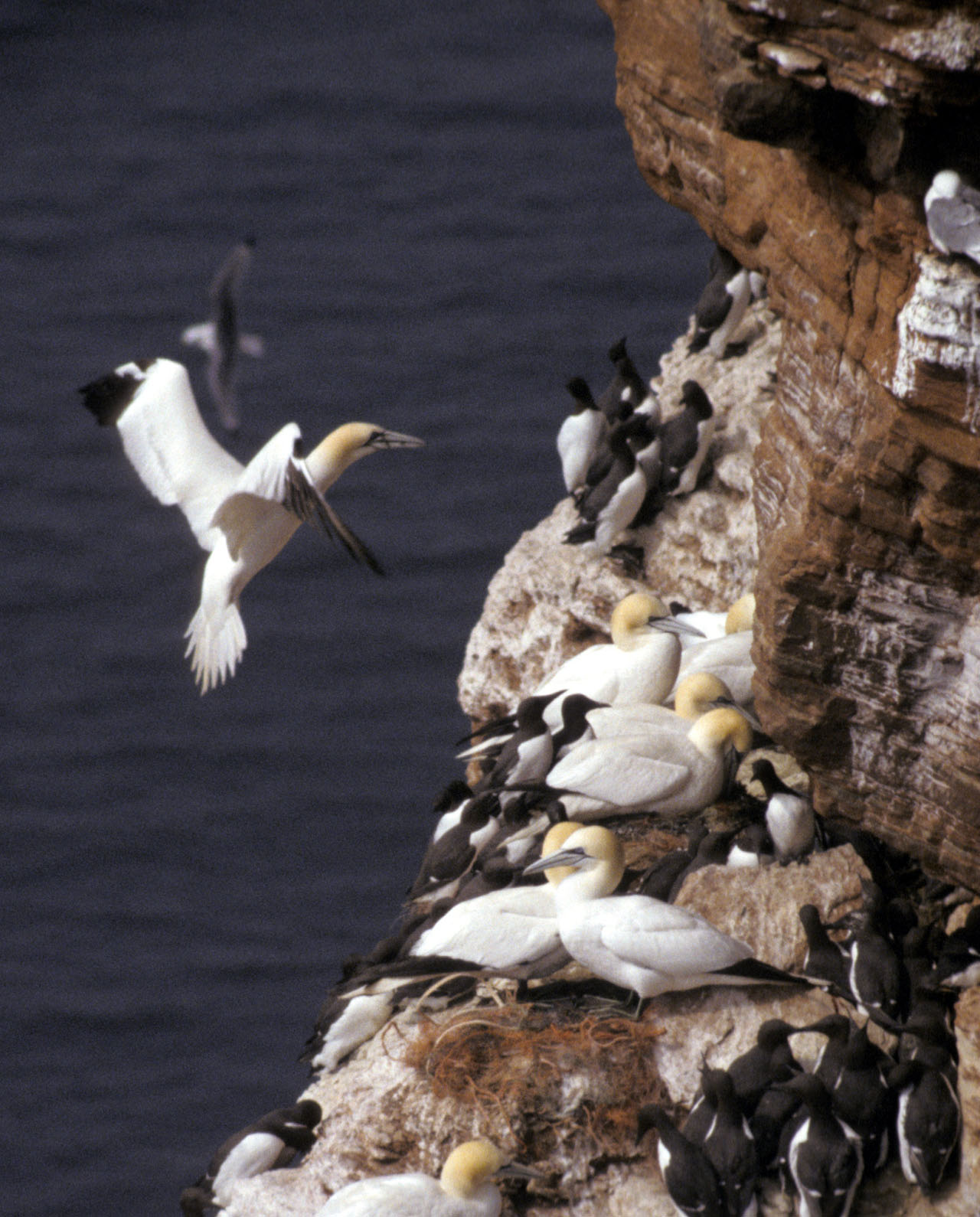
Gansos-patola em Helgoland
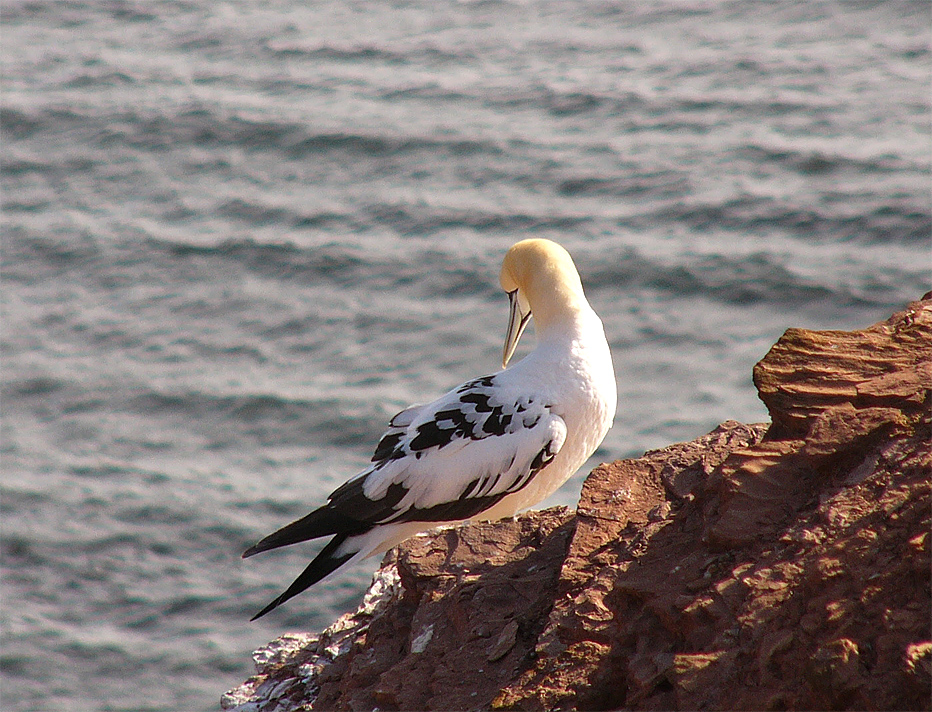
Ganso-patola jovem
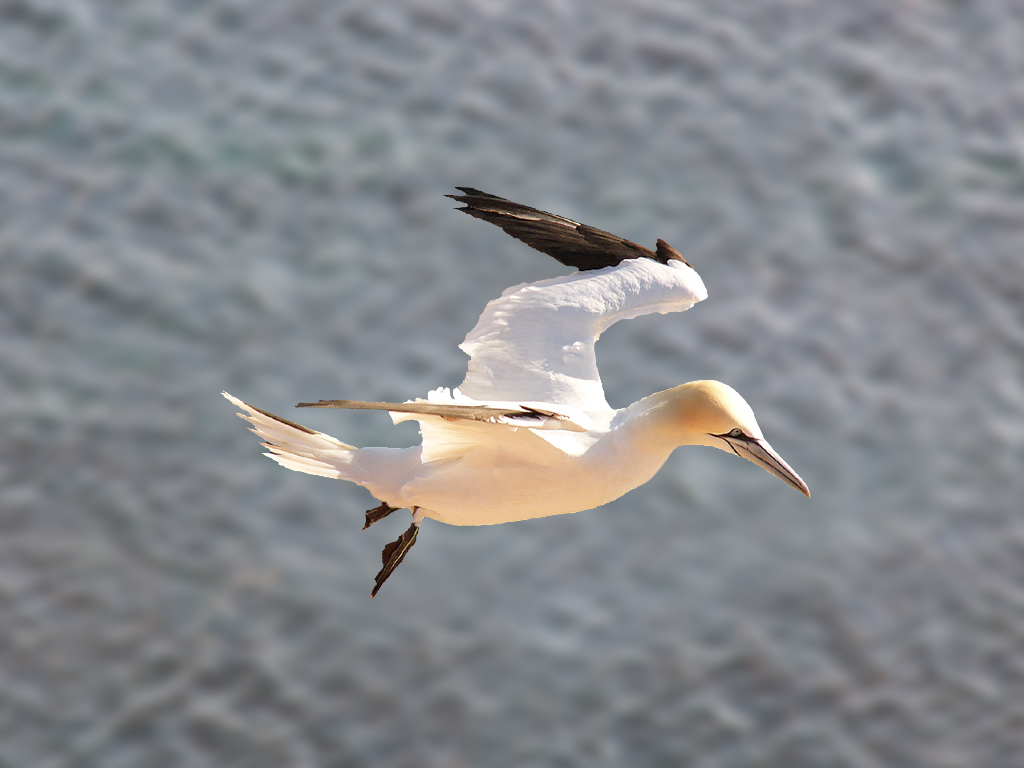
Ganso-patola em voo